# 托滕冰川
托滕冰川（英語：Totten Glacier）是南極洲东部最重要的之冰川之一，位於威爾克斯地（Wilkes Land），終點處於沃德倫角以東附近，属于东南极冰盖的一部分。它是南极洲流速最快的冰川之一，其冰量流失对全球海平面上升具有显著影响。該冰川根據美國海軍拍攝的空中照片繪入地圖。

## 关键信息[1]

### 地理位置[2]
- 位于东南极洲（约东经116°–122°，南纬67°–68°），流向南大洋的温森斯湾（Vincent Bay）。
- 冰川面积约20万平方公里，冰层厚度可达4.8公里。

### 科学意义[3]
- 托滕冰川的基底通过一条深槽与海洋相连，温暖海水可能侵入冰下，加速融化。
- 若完全融化，可能导致全球海平面上升至少3.5米（但这一过程可能持续数百年）。

### 近年研究
- 2015年研究发现其底部因暖流侵蚀而快速消融[4]（《自然·气候变化》）。
- 2019年卫星数据显示其季节性融水通道加剧不稳定[5]（《科学进展》）。